# Șepîlove, Holovanivsk
Șepîlove (în ucraineană Шепилове) este localitatea de reședință a comunei Șepîlove din raionul Holovanivsk, regiunea Kirovohrad, Ucraina.

## Demografie
Componența lingvistică a localității Șepîlove
     Ucraineană (97,91%)
     Rusă (1,22%)
     Alte limbi (0,52%)
Conform recensământului din 2001, majoritatea populației localității Șepîlove era vorbitoare de ucraineană (97,91%), existând în minoritate și vorbitori de rusă (1,22%).